# Ostrowiec (obwód iwanofrankiwski)
Ostrowiec (ukr. Острівець) – wieś na Ukrainie w rejonie horodeńskim obwodu iwanofrankiwskiego.
Znajduje się tu przystanek kolejowy Ostrowiec, położony na linii Kołomyja – Stefaneszty.

## Dwór
- parterowy obszerny dwór wybudowany przez Bogdanowiczów[1]